# Los Angeles Open 1981
Il Los Angeles Open 1981 è stato un torneo di tennis giocato sul cemento del Tennis Center di Los Angeles negli Stati Uniti. È stata la 55ª edizione del torneo, che fa parte del Volvo Grand Prix 1981. Si è giocato dal 13 al 20 aprile 1981, con le due finali di singolare e doppio disputate di lunedì per via del maltempo.

## Campioni

### Singolare
John McEnroe ha battuto in finale  Sandy Mayer con il punteggio di 6–7 6–3 6–3

### Doppio
Tom Gullikson /  Butch Walts hanno battuto in finale  John McEnroe /  Ferdi Taygan con il punteggio di 6–4, 6–4